# Sapygidae
Sapygidés
Famille
Les Sapygidae (ou Sapygidés en français) sont une famille d'insectes hyménoptères. 
En Europe, cette famille est représentée par les genres suivants :
- Monosapyga Pic 1920
- Sapyga Latreille 1796
- Sapygina A. Costa 1887

## Liste des sous-familles et genres
Selon BioLib (1 juin 2019) :
- sous-famille Cretosapyginae Bennett & Engel, 2005 †
  - genre Cretosapyga Bennett & Engel, 2005 †
- genre Araucania Pate, 1947
- genre Monosapyga Pic, 1920
- genre Polochrum Spinola, 1805
- genre Sapyga Latreille, 1796
- genre Sapygina Costa, 1887